# Terroir

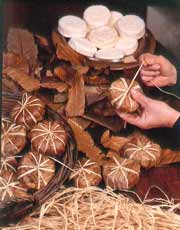
Ser Banon - jeden z wyrobów ściśle uzależnionych od terroir

Terroir (pol. okolica, siedlisko) – unikatowy splot warunków geologicznych oraz klimatycznych, w których wytwarzany jest dany produkt spożywczy, co nadaje mu ściśle określony i niepowtarzalny charakter. Pojęcie stosuje się najczęściej w produkcji wina, serów, czy kawy.
Słowo „terroir” można tłumaczyć jako „poczucie miejsca”, ale też jako „licząca setki lat gleba”. Terroir, wraz z innymi czynnikami, takimi jak: rok i pora produkcji, pokarm, którym żywiły się zwierzęta oraz ich rasa (w przypadku serowarstwa), czas i warunki dojrzewania, stanowi podstawę jakości, a także smaku produktów regionalnych, czy tradycyjnych.
W przypadku wytwarzania wina podstawowe czynniki składowe terroir to: gleba, znajdująca się pod nią skała, wysokość nad poziomem morza, nachylenie terenu, orientacja wobec słońca, ogólnie pojęty mikroklimat (deszcze, wiatry, wilgotność, wahania temperatury itp.). Żadne dwie winnice nie mają tego samego terroir.